# Evguenia Sokolova
Evguenia Pavlovna Sokolova (russe : Евгения Павловна Соколова, née le 1er décembre 1850 à Saint-Pétersbourg et morte le 2 août 1925 à Léningrad) est une ballerine et pédagogue russe. Ce fut l'une des danseuses du Théâtre Mariinsky parmi les plus célèbres de son époque.

## Biographie
Evguenia Sokolova étudie à l'Académie impériale de ballet auprès de Marius Petipa, Lev Ivanov et Christian Johansson, est diplômée en 1869. Elle rejoint ensuite la troupe du ballet impérial au Théâtre Bolchoï Kamenny, puis prend des rôles de solistes dans les ballets de Petipa, comme  Les Aventures de Pélée, Le Songe d'une nuit d'été, Roxana, la beauté du Monténégro, Mlada, La Nuit et le Jour et Pygmalion,. L'Offrande à l'amour, ballet en un acte que chorégraphie Petipa spécialement pour la ballerine Evguenia Sokolova (dans le rôle de Chloë), est monté le 22 juillet/3 août 1886 sur une musique de Minkus. C'est dans ce rôle qu'elle fait ses adieux à la scène.
Elle enseigne dans les classes avancées du théâtre Mariinsky de 1902 à 1904 et encore de 1920 à 1923. Elle a eu comme élèves Victor Gsovsky, Anna Pavlova, Vera Trefilova, Tamara Karsavina, Lioubov Iegorova et Olga Spessivtseva.
Evguenia Sokolova meurt à Léningrad à l'âge de 74 ans.